# Muchamiel
Muchamiel (oficialmente en valenciano: Mutxamel) es una localidad y municipio de la provincia de Alicante, en la Comunidad Valenciana, España. Está situado en la parte norte del área metropolitana de Alicante y en la comarca del Campo de Alicante.  Su territorio abarca 47,7 km². Cuenta con 27 761 habitantes (INE 2024) y forma una conurbación de 503 268 habitantes con muchas de las localidades de su comarca: Alicante, San Vicente del Raspeig, San Juan de Alicante y El Campello. Cuenta con un paraje natural municipal llamado Bec del Águila

## Geografía
Pertenece a la comarca de Campo de Alicante. Muchamiel se encuentra a 10 kilómetros del centro de la capital provincial. El término municipal está atravesado por la Autopista del Mediterráneo (AP-7) y por la autovía de circunvalación de Alicante (A-70), además de por las carreteras autonómicas CV-800 (antigua N-340), que permite la comunicación con Jijona, CV-773, que conecta con Busot, y la CV-821, que se dirige a San Vicente del Raspeig y a San Juan de Alicante, así como la CV 819 que une con Monnegre.
El relieve del municipio es predominantemente llano, por situarse en pleno Campo de Alicante, sin embargo, al oeste se alzan pequeñas sierras y montañas como el Tossal Redó o Bec de l'Àguila (la cual divide los términos municipales de Muchamiel, San Vicente y Alicante) o Serra del Boter). El río Monnegre o río Seco cruza el norte el territorio camino de la costa. La altitud oscila entre los 468 m al oeste (pico Sabinar) y los 40 m a orillas del río Monnegre. El pueblo se eleva a 63 m sobre el nivel del mar. Limita con los términos municipales de San Vicente del Raspeig, Alicante, Campello y San Juan de Alicante.

### Clima
En Muchamiel, los veranos son cálidos, bochornosos y mayormente despejados; los inviernos son cortos, y suaves. Es un clima de tiempos secos durante todo el año. Durante el transcurso del año, la temperatura generalmente varía de 7 °C a 31 °C y rara vez baja a menos de 3 °C o sube a más de 33 °C. La temporada calurosa dura 3,0 meses, del 18 de junio al 19 de septiembre, y la temperatura máxima promedio diaria es más de 28 °C. El mes más cálido del año en Muchamiel es agosto, con una temperatura máxima promedio de 30 °C y mínima de 22 °C. La temporada fresca dura 4,0 meses, del 19 de noviembre al 21 de marzo, y la temperatura máxima promedio diaria es menos de 19 °C. El mes más frío del año en Muchamiel es enero, con una temperatura mínima promedio de 7 °C y máxima de 16 °C.
Las precipitaciones medias se aproximan a los 200 mm al año. La temporada de lluvia dura 9,1 meses, del 28 de agosto al 30 de mayo, con un intervalo móvil de 31 días de lluvia de por lo menos 13 milímetros. El mes con más lluvia en Muchamiel es octubre, con un promedio de 35 milímetros de lluvia. El periodo del año sin lluvia dura 2,9 meses, del 30 de mayo al 28 de agosto. El mes con menos lluvia en Muchamiel es julio, con un promedio de 3 milímetros de lluvia.

## Historia

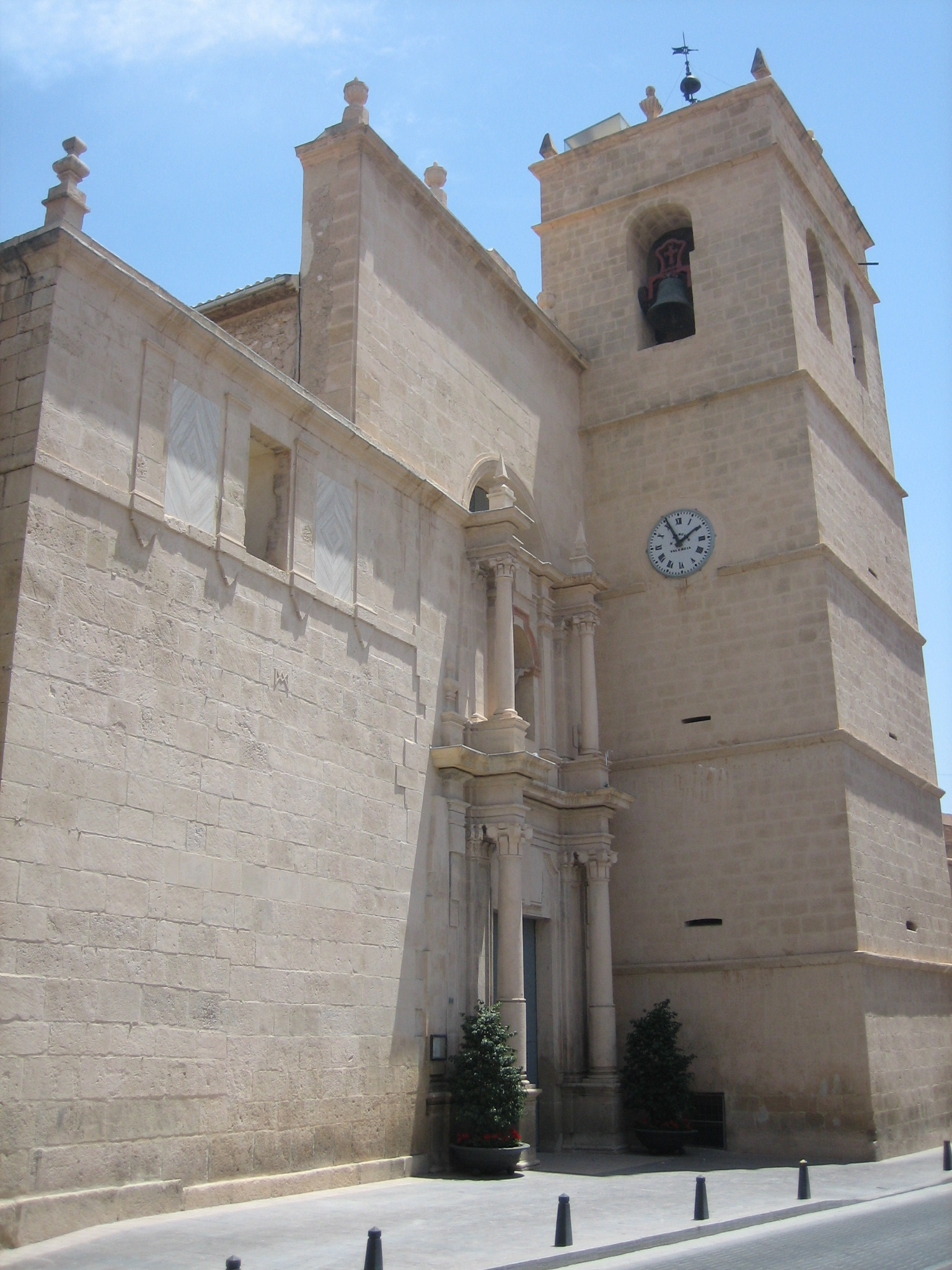
Iglesia de Muchamiel

Durante la colonización cristiana perteneció al realengo de Alicante y, en ella, permaneció incluida en la Corona de Castilla por espacio de 50 años aproximadamente, hasta que en el año 1296 pasa a formar parte del Reino de Valencia bajo reinado de Jaime el Justo. Su iglesia empezó a construirse en 1511.
A finales del siglo XVI se construyó el embalse de Tibi, que encauzaba las aguas del río Monnegre y mejoró de forma sustancial la agricultura de la huerta facilitando el desarrollo de la localidad. A raíz de esto, en 1580, en el reinado de Felipe II, se le concedió el título de "Universidad" (título que otorgaba una cierta independencia municipal) y, por real privilegio, en 1628 se segregó de Alicante y consiguió ser elevada al rango de villa con voto en las Cortes del reino; voluntariamente retornó a formar parte de Alicante en 1653. La separación definitiva tuvo lugar en el siglo XVIII y hasta hoy.
Durante la Guerra de Sucesión fue saqueada por las tropas del Archiduque Carlos de Austria
El palacio de Peñacerrada ubicado en la zona norte del municipio es Bien de interés cultural y se independizó como municipio independiente el lugar en 1789, aunque se incorporó de nuevo a Muchamiel en 1846.
En el término de Muchamiel las tropas francesas de Suchet fueron derrotadas en 1812 por las del general Roche, entonces gobernador de Alicante.
En 1910 llegó el agua de Villena que fue un motor de crecimiento para el municipio.
Muchamiel tuvo desde principios del siglo XX mejoras urbanísticas como las aperturas de las calles Alfonso XII y Felipe Antón, en 1928, ayuntamiento adquirió a la Casa nobiliaria de Amposta propietarios de la casa, torre, jardín y finca de Ferraz ( adquirida recientemente por el ayuntamiento) unos terrenos al este del casco urbano para abrir muchas calles antiguas hacia la calle actual de avenida de Carlos Soler popularmente conocida como La Rambla; la nueva parte de la localidad se desarrolló con un trazado recto de sus calles, en contraste con el sector tradicional.
Durante la corta Segunda República, fue un pueblo eminentemente conservador dado el peso de la tradición católica entre la población. Llegada la Guerra Civil quedó en territorio republicano y no sufrió a penas los avatares de la guerra. En el Molí foc se instaló una cárcel de mujeres de la que hay documentación en el centro documental de la memoria histórica. Una vez acabada la guerra, vino la represión sobre el bando republicano, que no fue tan dura en comparación con la habida en otros lugares de la provincia. La posguerra fue una época de penurias económicas. Solo a partir de los años 50, con la introducción del cultivo del tomate, mejoraron las cosas: desarrollo económico y crecimiento urbano. En los 70 se mejoró la red de alcantarillado y aguas, y se multiplicaron las urbanizaciones hasta la primera década de los años 2000.
Entre 1889 y 1969, el municipio estuvo unido por tranvía a la ciudad de Alicante. Su proximidad a la capital ha resultado definitiva tanto para su economía como para su demografía; desde mediados del siglo XX, el municipio se encuentra integrado dentro un área metropolitana centrada en la ciudad de Alicante.

## Monumentos y lugares de interés

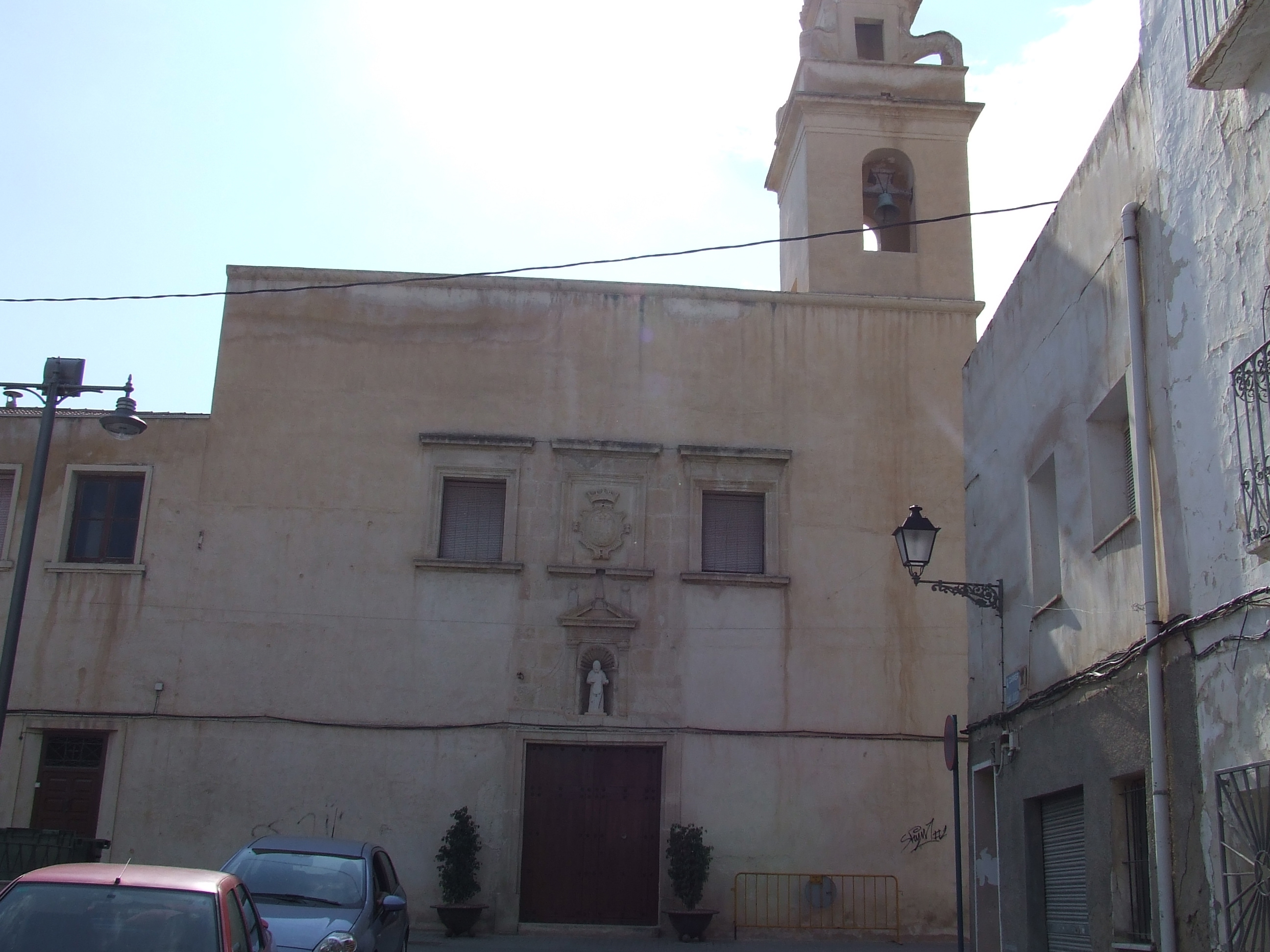
Convento de San Francisco

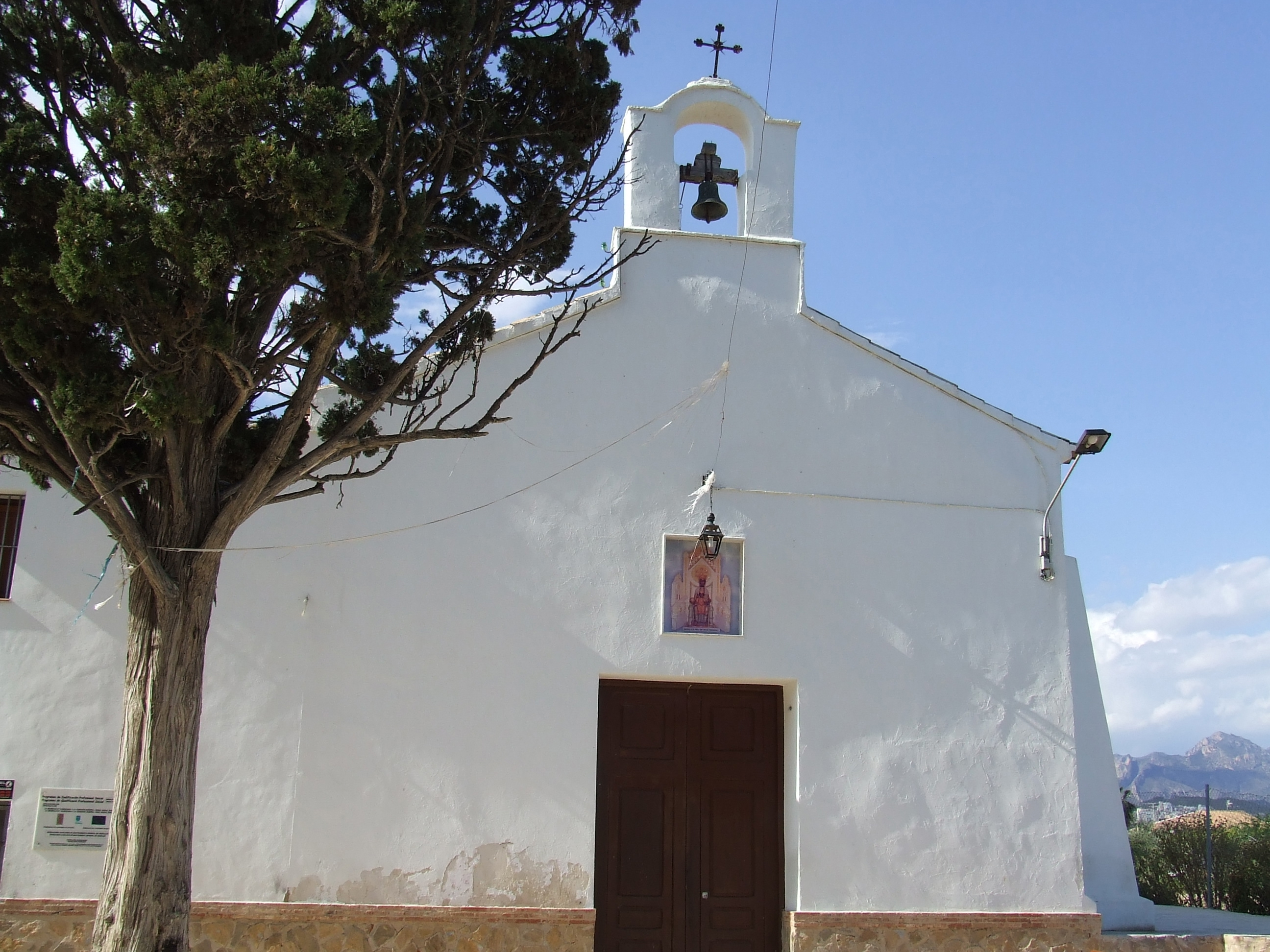
Ermita de Montserrat

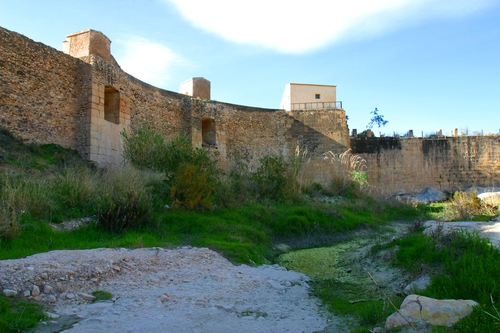
Azud de Muchamiel

- Iglesia de El Salvador (siglo XVI). En el estilo arquitectónico de la iglesia se aprecian detalles barrocos y neoclásicos. Nave de planta de cruz latina con tres capillas. La primera capilla de la Virgen de Loreto estuvo ubicada en los bajos del campanario y es una muestra importante del Renacimiento en tierras alicantinas. Destaca la torre gótica adosada que en la actualidad sirve de campanario, pero cuya función original era la de alertar a la población de las incursiones piratas. Data del siglo XVI mide 23,5 m de altura y está dividida en cinco pisos, cada uno de ellos con una solución arquitectónica diferente.
- Convento de San Francisco (siglo XVII). En el año 1605 se fundó el convento de los Frailes Mínimos bajo la advocación de San Francisco de Paula. Tuvieron su primera residencia en la ermita de la Virgen de Montserrat y posteriormente se trasladaron a la torre Martorell donde fundaron el convento definitivo. La iglesia del convento fue concluida en el año 1642. Fue abandonado tras la amortización de Mendizabal hasta los años 50 que se restauró y tomaron posesión del mismo las monjas Mercedarias de la Caridad ellas crearon una guardería y lo abandonaron a principios de los años 90.
- Barrio del Ravalet. El barrio del Ravalet es el primer núcleo urbano de Muchamiel. Junto con el Poble Nou formaban entidades de población aparte; incluso su propia escuela propia, que funcionó hasta los años 70. La concentración de sus casas en torno a una plaza, su estructura, tejados, colores de las fachadas, calles estrechas definen su procedencia árabe. Con la llegada de los conquistadores cristianos la población musulmana se dispersó y con el paso de los años se inició la configuración del actual casco antiguo de la población. En la actualidad el barrio se encuentra totalmente integrado en la vida social del municipio. Su tradición y singularidad propia se reflejan también en la conservación de sus propias fiestas.
- Palacio y jardines de Peñacerrada (finales del siglo XVII). Peñacerrada es un lugar asociado al casco urbano de Muchamiel y constituido por un núcleo urbano, un palacio y un jardín articulados mediante una plaza cuadrada. Fue cabeza del municipio del mismo nombre hasta que el 1 de enero de 1846 se incorporó al término municipal de Muchamiel, siendo conocido como el "Poble Nou". Aunque se carece de documentación al respecto, el origen de la casa (data de finales del siglo XVII) puede situarse a comienzos de la época moderna.
- Ermita de Monserrat (siglo XVI). Su construcción data del siglo XVI y está vinculada a la advocación de Nuestra Señora de Monserrate al ser mandada construir por un oriolano Tomás Roig en acción de gracias. Está ermita sirvió de casa fundacional en para los Frailes Mínimos, que posteriormente se trasladaron al Convento de San Francisco. El paraje y el santuario de Monserrat han estado ligados desde hace siglos al agua. La acequia Mayor y la "fillola del Alluser", que atravesaban esta parte del término municipal, los molinos de agua y las viviendas tradicionales constituían uno de los lugares más bonitos y productivos de la huerta muchamelera. El repicar de la campana de la ermita después de una fuerte tormenta anunciaba a los labradores del pueblo que podían ir a regar sus bancales con agua de avenida que se le denomina “aiguaüt”. Tiene una alameda de cipreses centenarios que han sufrido mucho tras la entubación de la acequia, hay un ejemplar seco que contiene una rama seca que forma parte de la tradición oral de la devoción a la Mare de Déu de Monserrat.
- Azudes. El sistema de riegos de la Huerta Alicantina, de clara ascendencia árabe, tiene su origen en el aprovechamiento de las aguas del Río Monnegre y de otras pequeñas corrientes esporádicas. La influencia árabe quedaría confirmada tanto por la forma de distribución del agua, mantenida por los nuevos pobladores cristianos, como por la supervivencia de la toponimia árabe en todo el lenguaje relacionado con el riego. Este sistema hidráulico está formado por el Azud de Muchamiel o de "Les Fontetes", el Azud de Sant Joan y el Azud de El Campello. Toda la red de acequias parte del Azud de Muchamiel, y se trata de una presa de derivación y de retención construida antes que el pantano de Tibi, funcionando desde el siglo XIII. Su función era recoger parte de las aguas del Río Monnegre y enviarlas a la acequia principal, llamada "mayo o del consell", desde donde se derivaban distintos brazales para regar todo el campo de Alicante. Las presas originales estuvieron en perfecto funcionamiento hasta el siglo XIX, fueron restauradas durante este siglo y hasta hoy se conservan en el mismo estado.
- Casa Ferraz. La Casa Ferraz se encuentra ubicada en la plaza de San Roque. Esta casa solariega perteneció a la familia Ferraz Alcalá Galiano, Marqueses de Amposta. Su elemento más característico es la torre construida en sillería, cuya finalidad era alertar a la población de incursiones de piratas berberiscos. También son de gran interés los jardines de grandes dimensiones que alberga en su interior, conocidos como de Santa Elena, y la puerta de entrada con el escudo nobiliario en la parte superior. Recientemente adquirida por el ayuntamiento.
- Ermita del Calvario (siglo XVIII). La ermita dedicada al "Cristo de la Salud", también conocida como “ermita del Calvari” y “ermita del Sepulcro” es un edificio del siglo XVIII. Se trata de un edificio exento, fabricado con muros de mampostería, cubierta a varias aguas y cúpula sobre tambor octogonal rematada con teja curva. La fachada, orientada a levante, es pentagonal con el lado superior en ángulo sobre el que descansa la espadaña. Sobre la puerta un retablo cerámico moderno, obra de Vicente Climent Mora, representa el entierro de Cristo. La planta en cruz griega, tiene bóvedas de cañón en los cuatro brazos y cúpula semiesférica sobre pechinas en el crucero. El presbiterio se eleva un escalón y en el testero se adosa un retablo con altar y hornacina con Cristo de la Salud, al que acompañan una Virgen Dolorosa y un Busto de Cristo al estilo de Limpias; por la izquierda del presbiterio se accede a la sacristía.
- Ermita de Sant Antoni Abat, está situada en la calle El Salvador una de la estradas al municipio desde Alicante, ya aparece documentada en el testamento de Berenguer de Marquina de 1722. La ermita y su entorno fueron cementerio parroquial hasta la construcción del cementerio de la partida Els Plans en los años 20 del siglo pasado. Esta ermita y cementerio quedó abandonada. Fue en 1956 cuando se construyó la nueva ermita y se recuperó su fiesta que ya aparece documentada en el siglo XVIII, la imagen fue regalo de la familia Corbí y ha sido restaurada recientemente pon iniciativa de ayuntamiento por el restaurador José Vicente Bonete. La ermita actual es muy sencilla y está rodeada de un bonito y tranquilo jardín.

## Partidas administrativas y rurales
| Partida                 | Enlace a mapa |
| ----------------------- | ------------- |
| Casco Urbano            | mapa          |
| Baiona Alta             | mapa          |
| Baiona Baixa            | mapa          |
| Benaut                  | mapa          |
| Benessiu                | mapa          |
| Borratxina              | mapa          |
| Cotoveta                | mapa          |
| El Boter                | mapa          |
| El Cantalar             | mapa          |
| El Ciscar               | mapa          |
| El Collao               | mapa          |
| El Fondo                | mapa          |
| El Portell de la Moleta | mapa          |
| El Salt                 | mapa          |
| El Senyal               | mapa          |
| El Volaor               | mapa          |
| Els Capellanets         | mapa          |
| Els Plans               | mapa          |
| Foia Poveda             | mapa          |
| L'Almaixada             | mapa          |
| L'Almaina               | mapa          |
| La Palmera              | mapa          |
| La Roseta               | mapa          |
| La Venteta              | mapa          |
| Les Penyetes            | mapa          |
| Marseta                 | mapa          |
| Molí d'Enmig            | mapa          |
| Molí Nou                | mapa          |
| Penya-Serrada           | mapa          |
| Pla Seguins             | mapa          |
| Ravel                   | mapa          |
| San Peret               | mapa          |
| Tossal Redó             | mapa          |
| Volteta Canga           | mapa          |

Término Municipal de Muchamiel

## Clima
Muchamiel presenta un clima mediterráneo. Las temperaturas en verano suelen sobrepasar los 35 °C y en invierno mínimas de hasta 2 °C normalmente en horas nocturnas y mañaneras.
Para poder tener cualquier recuerdo de nieve en Muchamiel hemos de remontarnos a los primeros decenios del siglo XX.
En Muchamiel es usual que en los meses de septiembre y octubre a consecuencia de la gota fría caigan precipitaciones en forma de granizo.
Las precipitaciones son concurridas y muy irregulares a lo largo del año, llegando así a medias de 408 mm.

## Etimología
Las primeras referencias que se tienen de la localidad son de 1569 (donde aparece con la forma en valenciano de Muchamel) y de 1609. 
Al parecer, la etimología de Muchamiel no tendría relación con la "abundancia de miel" que se podría deducir (teoría muy popular durante un tiempo, y que se le atribuye al geógrafo Joan Soler). Los documentos de su archivo municipal utilizaron la grafía Muchamel hasta finales del siglo XIX, aunque durante todo este siglo y el anterior la única forma oficial fue la de Muchamiel. En 1990 se estableció como denominación oficial del municipio la forma en valenciano de Mutxamel (transliteración a la grafía valenciana moderna de Muchamel), tras la aprobación por el pleno del ayuntamiento el 26 de septiembre de 1989.
Por otra parte, no hay consenso sobre el origen del topónimo, pero la teoría más difundida es la planteada por Joan Coromines, que sugiere que su nombre derivaría de la composición del vocablo árabe mugmâ (mercado) y del romance el (punto de encuentro), dando a mugmâ-el o mugtamiâ-el, un topónimo equivalente a "punto de encuentro para el mercadeo", "gran mercado" o incluso "mercado de Dios" (mugmâ él-Läh). Sin embargo, aunque hay un cierto consenso en que la única diferencia fonética entre la forma en español con respecto a la forma en valenciano provendría del fenómeno de diptongación -el -> -iel típico de la lengua española, los estudios más recientes apuntan a que el topónimo en árabe no tendría significado propio sino que se trataría de otra transliteración fonética de un nombre prerrománico todavía hoy desconocido.

## Geografía humana

### Demografía
Cuenta con una población de 27 761 habitantes (INE 2024).
| Gráfica de evolución demográfica de Muchamiel entre 1842 y 2021 |
| |
| Población de derecho según los censos de población del INE Población de hecho según los censos de población del INEEn estos censos se denominaba Muchamiel: 1842, 1857, 1860, 1877, 1887, 1897, 1900, 1910, 1920, 1930, 1940, 1950, 1960, 1970 y 1981 Entre el censo de 1857 y el anterior, crece el término del municipio porque incorpora a 035000 (Peñacerrada) |

La proximidad a la capital ha provocado una terciarización de su economía, al convertirse de hecho en parte integrante del área metropolitana de Alicante; esto ha tenido como consecuencia que su población aumente considerablemente a lo largo del siglo XX y, de manera especial, entre 1960 y 1994, fechas en las que pasó de tener 4010 a 11 329 habitantes y algo más de 20 000 en la actualidad, con el desarrollo de urbanizaciones en su término municipal (cuenta con 28 núcleos de población).
Según el censo de 2015, el 10,75 % de la población de Muchamiel es de nacionalidad extranjera (procedente en su mayoría del continente europeo), siendo las nacionalidades más numerosas la británica y francesa.

### Economía
Su economía se ha basado históricamente en la agricultura. Existe, de hecho, una variedad de tomates originaria del municipio denominada tomate de Muchamiel. También el pan de Muchamiel goza de buena fama en la comarca.

## Administración y política

### Elecciones locales
El actual alcalde es Rafael García Berenguer (PP).
| Elecciones municipales del 28 de mayo de 2023 [cita requerida] |       |       |            |
| Partido                                                        | Votos | %     | Concejales |
| Partido Popular                                                | 4787  | 38.47 | 9          |
| PSPV                                                           | 3669  | 29.49 | 7          |
| Vox                                                            | 1569  | 12.61 | 3          |
| Compromis                                                      | 1007  | 8.09  | 1          |
| Podem-EU                                                       | 803   | 6.45  | 1          |
| Ciudadanos                                                     | 467   | 3.75  | 0          |
|                                                                |       |       | 0          |

Para más información sobre los resultados de los procesos electorales, véase Anexo:Elecciones en Muchamiel desde 1979.

### Alcaldes de Muchamiel
| Periodo   | Nombre                      | Partido   |
| --------- | --------------------------- | --------- |
| 1979-1983 | José Verdú Forner           | UCD       |
| 1983-1987 | Fernando Ripoll Aracil      | PSPV-PSOE |
| 1987-1991 | Fernando Ripoll Aracil      | PSPV-PSOE |
| 1991-1995 | Fernando Ripoll Aracil      | PSPV-PSOE |
| 1995-1999 | Francisco Bernabeu Alberola | PPCV      |
| 1999-2003 | Asunción Llorens Ayela      | PSPV-PSOE |
| 2003-2007 | Asunción Llorens Ayela      | PSPV-PSOE |
| 2007-2011 | Asunción Llorens Ayela      | PSPV-PSOE |
| 2011-2015 | Sebastián Cañadas Gallardo  | PPCV      |
| 2015-2019 | Sebastián Cañadas Gallardo  | PPCV      |
| 2019-2023 | Sebastián Cañadas Gallardo  | PPCV      |
| 2023-act. | Rafael García Berenguer     | PPCV      |

## Fiestas
El calendario festero de Muchamiel es el siguiente:
- 3 y 5 de enero: Cartero Real y Cabalgata de los Reyes Magos
- Fin de semana siguiente al 17 de enero: Festividad de San Antonio Abad (Sant Antoni del Porquet).
- Carnaval
- Mig Any de las fiestas de Moros y Cristianos. Concursos de Paellas y días de convivencia festera.
- El vell i la vella miércoles de mitad de Cuaresma.
- 1 de marzo: Conmemoración del milagro de la lágrima de Nuestra Sra. De Loreto en 1545. Los actos religiosos continúan hasta el día 8 de marzo conocidos como "huitava" de la Mare de Deu (octava de la Madre de Dios).
- Semana Santa destaca el vis crucis de las velas el sábado de Pasión, el Domingo de Ramos con procesión desde el convento, Miércoles Santo procesiones Cristo del Perdón y la de la Dolorosa, Jueves Santo la del Cristo de La Salud, Viernes Santo vía crucis escenificado en el monte y ermita del Calvario y por la tarde procesión del Santo Entierro, el Domingo de Resurrección, al alba, procesión del encuentro con la Patrona, La Mare de Deu de Loreto y el Santísimo.
- 3 de mayo: Fiesta de la Cruz de Mayo festa de la vera creu.
- Sant Pasqual fin de semana posterior al 17 de mayo.
- Sant Peret, domingo siguiente al 29 de junio.
- Último sábado de julio, presentación de capitanes
- 6 de agosto: Fiesta del Salvador, patrón de Mutxamel.
- 8 de septiembre, día de la Virgen de Monserrat. Festa del Ravalet.
- 7-13 septiembre: fiestas de Moros y Cristianos en honor a la Virgen de Loreto, declaradas de interés turístico autonómico.[15]
- 9 de octubre, día de la Comunidad Valenciana, desfile y embajada infantil.
- 12 de octubre, Fiesta nacional con izado solemne y homenaje a la bandera.
- Noviembre, mes de la Música, el día de Santa Cecilia se recogen a los nuevos músicos, con un bonito y emotivo pasacalle.
- 8 de diciembre La Purísima y bendición de belenes,
- Navidad, destaca la feria y casa de Papá Noel.

De todas las indicadas, las más importantes y principales son las fiestas de Moros y Cristianos en honor a la Virgen de Loreto, patrona de la villa, pues la tradición afirma que intercedió por el pueblo en dos milagros, uno el 1 de marzo de 1545 y el otro el 9 de septiembre de 1597. Los Moros y Cristianos se celebran desde finales del siglo XIX, y actualmente se calcula que participan en ella activamente alrededor de 5000 festeros.

## Hermanamientos
- Benamaurel, España[16]
- Belalcázar, España[17]
- Vera, España[16]